# Budapest Wolves 2022
Questa voce raccoglie le informazioni riguardanti i Budapest Wolves nelle competizioni ufficiali della stagione 2022.

## Prima squadra

### Hungarian Football League 2022

#### Stagione regolare
| 7 maggio 2022 3ª giornata | Budapest Cowbells | 28 – 25 | Budapest Wolves |  |

| 22 maggio 2022 4ª giornata | Budapest Wolves | 16 – 13 | Győr Sharks |  |

| 4 giugno 2022 5ª giornata | Budapest Wolves | 13 – 33 | Fehérvár Enthroners |  |

| 11 giugno 2022 6ª giornata | Miskolc Steelers | 31 – 38 | Budapest Wolves |  |

#### Playoff
| 3 luglio 2022 Semifinale | Budapest Cowbells | 14 – 21 | Budapest Wolves |  |

| 16 luglio 2022 Hungarian Bowl | Fehérvár Enthroners | 31 – 24 | Budapest Wolves |  |

### Statistiche di squadra
| Competizione      | %Vittorie | In casa | In casa | In casa | In casa | In casa | In casa | In trasferta | In trasferta | In trasferta | In trasferta | In trasferta | In trasferta | Totale | Totale | Totale | Totale | Totale | Totale |
| Competizione      | %Vittorie | G       | V       | N       | P       | Pf      | Ps      | G            | V            | N            | P            | Pf           | Ps           | G      | V      | N      | P      | Pf     | Ps     |
| ----------------- | --------- | ------- | ------- | ------- | ------- | ------- | ------- | ------------ | ------------ | ------------ | ------------ | ------------ | ------------ | ------ | ------ | ------ | ------ | ------ | ------ |
| Stagione regolare | .500      | 2       | 1       | 0       | 1       | 29      | 46      | 2            | 1            | 0            | 1            | 63           | 59           | 4      | 2      | 0      | 2      | 92     | 105    |
| Playoff           | .500      | 0       | 0       | 0       | 0       | 0       | 0       | 2            | 1            | 0            | 1            | 45           | 45           | 2      | 1      | 0      | 1      | 45     | 45     |
| Totale            | .500      | 2       | 1       | 0       | 1       | 29      | 46      | 4            | 2            | 0            | 2            | 108          | 104          | 6      | 3      | 0      | 3      | 137    | 150    |

## Seconda squadra

### Divízió II 2022

#### Stagione regolare
| 10 aprile 2022 4ª giornata | Budapest Wolves 2 | 29 – 0 | Fehérvár Enthroners 2 |  |

| 24 aprile 2022 6ª giornata | Dabas Sparks | 6 – 22 | Budapest Wolves 2 |  |

| 15 maggio 2022 9ª giornata | Újpest Bulldogs | 7 – 25 | Budapest Wolves 2 |  |

| 19 giugno 2022 14ª giornata | Eger Heroes | 26 – 36 | Budapest Wolves 2 |  |

#### Playoff
| 17 luglio 2022 Semifinale | Budapest Wolves 2 | 30 – 22 | Levelek Spartans |  |

| 31 luglio 2022 Duna Bowl | Budapest Wolves 2 | 6 – 10 | Újpest Bulldogs |  |

### Statistiche di squadra
| Competizione      | %Vittorie | In casa | In casa | In casa | In casa | In casa | In casa | In trasferta | In trasferta | In trasferta | In trasferta | In trasferta | In trasferta | Totale | Totale | Totale | Totale | Totale | Totale |
| Competizione      | %Vittorie | G       | V       | N       | P       | Pf      | Ps      | G            | V            | N            | P            | Pf           | Ps           | G      | V      | N      | P      | Pf     | Ps     |
| ----------------- | --------- | ------- | ------- | ------- | ------- | ------- | ------- | ------------ | ------------ | ------------ | ------------ | ------------ | ------------ | ------ | ------ | ------ | ------ | ------ | ------ |
| Stagione regolare | 1.000     | 1       | 1       | 0       | 0       | 29      | 0       | 3            | 3            | 0            | 0            | 83           | 39           | 4      | 4      | 0      | 0      | 112    | 39     |
| Playoff           | .500      | 2       | 1       | 0       | 1       | 36      | 32      | 0            | 0            | 0            | 0            | 0            | 0            | 2      | 1      | 0      | 1      | 36     | 32     |
| Totale            | .833      | 3       | 2       | 0       | 1       | 65      | 32      | 3            | 3            | 0            | 0            | 83           | 39           | 6      | 5      | 0      | 1      | 148    | 71     |